# Club Atlético San Telmo

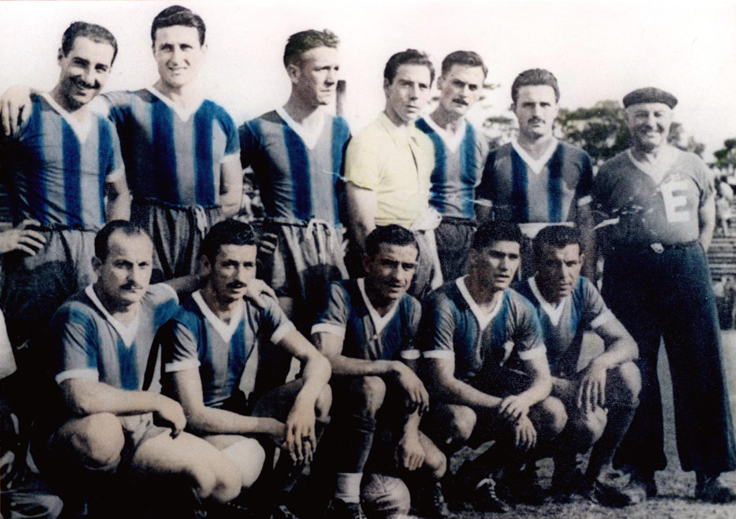
Equip el 1949 campió de Primera C.

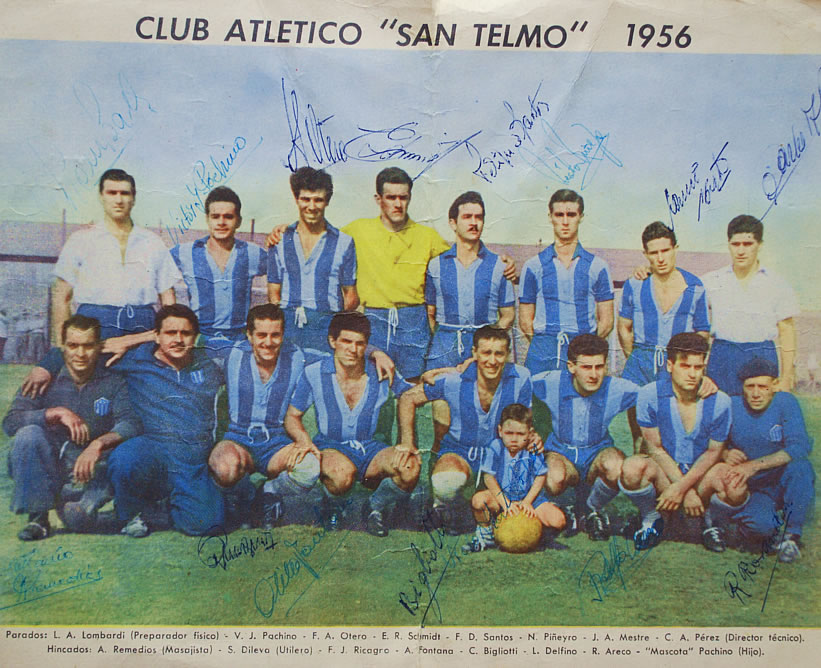
Equip el 1956 campió de Primera C.

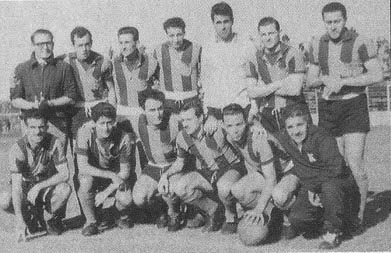
Equip el 1961 campió de Primera C.

El Club Atlético San Telmo és un club de futbol argentí de la ciutat de Buenos Aires, al barri de San Telmo, però que juga els seus partits a Dock Sud (Partit de Avellaneda), a l'estadi Dr. Osvaldo Baletto.
El club va ser fundat el 5 de març de 1904 amb el nom San Telmo Football Club.

## Palmarès
- Primera C (4): 1949, 1956, 1961, 2015